# Péter Papp
Pour les articles homonymes, voir Papp.
Péter Papp, né le 6 octobre 1930, à Szeged, en Hongrie et décédé le 16 septembre 1958, à Budapest, en Hongrie, est un joueur hongrois de basket-ball. Il évolue au poste de meneur.

## Palmarès
- Finaliste du championnat d'Europe 1953
- Champion d'Europe 1955